# Lobogeniates elegans
Lobogeniates elegans är en skalbaggsart som beskrevs av Ohaus 1917. Lobogeniates elegans ingår i släktet Lobogeniates och familjen Rutelidae. Inga underarter finns listade i Catalogue of Life.